# Верхненергенское сельское поселение
Верхненерге́нское се́льское поселе́ние — муниципальное образование в Нанайском районе Хабаровского края Российской Федерации. Образовано в 2004 году.
Административный центр — село Верхний Нерген.

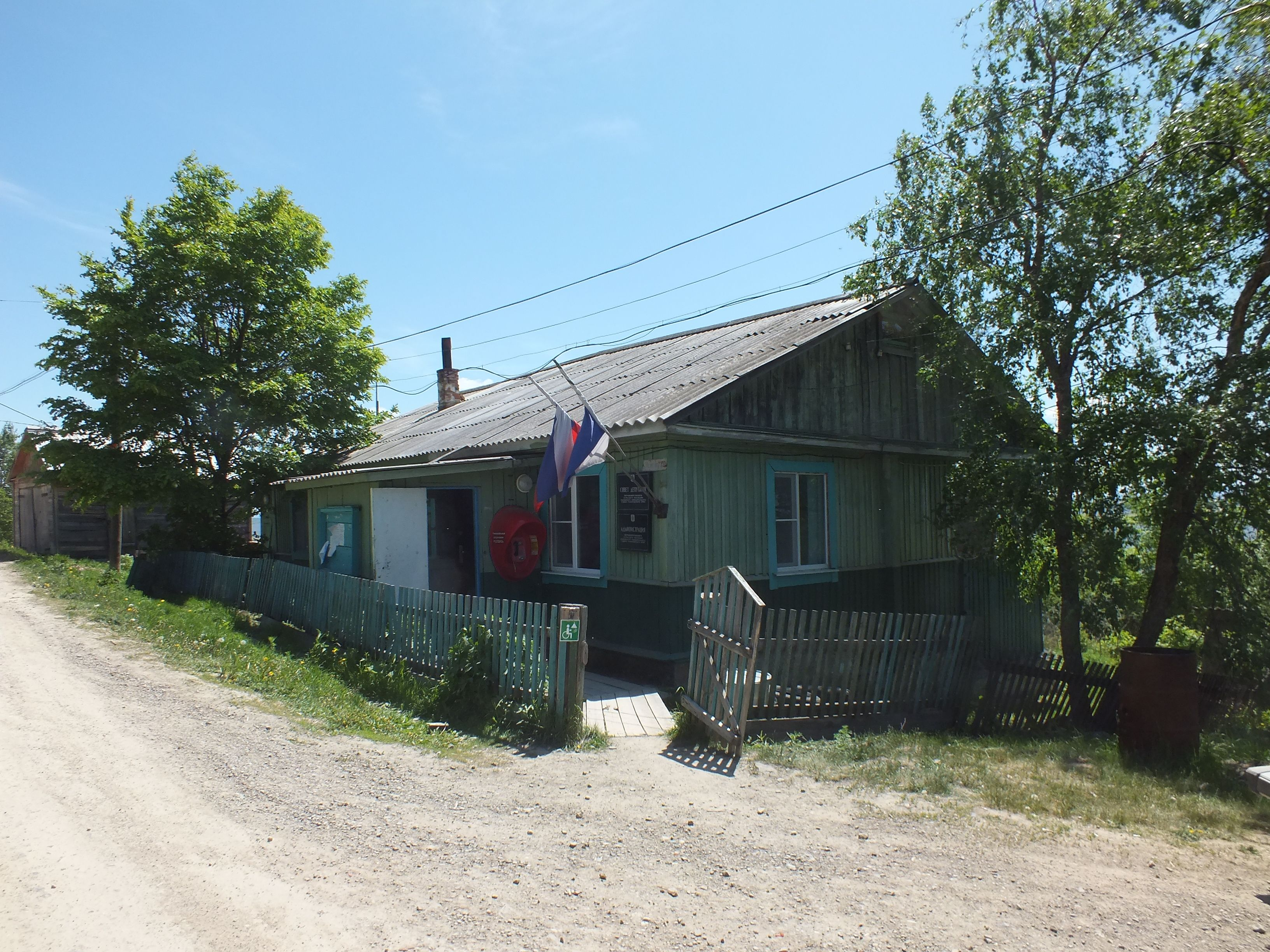
Село Верхний Нерген, здание администрации.

Здесь родился советский и российский писатель Григорий Гибивич Ходжер, автор трилогии «Амур широкий».

## Население
| 2010 | 2011 | 2012 | 2013 | 2014 | 2015 | 2016 |
| ---- | ---- | ---- | ---- | ---- | ---- | ---- |
| 580  | ↘579 | ↘578 | ↗581 | ↗588 | ↘580 | ↘574 |
| 2017 | 2018 | 2019 | 2020 | 2021 |      |      |
| ↘563 | ↘560 | ↘551 | ↗559 | ↘550 |      |      |

## Населённые пункты
В состав поселения входят 2 населённых пункта:
| № | Населённый пункт | Тип  | Население |
| - | ---------------- | ---- | --------- |
| 1 | Верхний Нерген   | село | ↘504      |
| 2 | Малмыж           | село | ↘46       |